# Milán
|  | No s'ha de confondre amb Milà. |

Milán és un municipi al departament del Caquetá al sud de Colòmbia. El terme municipal té una superfície de 1243 km2 i una població censada d'11.745.